# Saint-Maurice Pellevoisin (stacja metra)
Saint-Maurice Pellevoisin – stacja metra w Lille, położona na linii 2. Znajduje się w Lille, w dzielnicy Saint-Maurice Pellevoisin. Stacja obsługuje między innymi kościół Saint-Maurice-des-Champs.
Została oficjalnie otwarta 18 marca 1995. 